# CV-84
La CV-84 es una carretera autonómica valenciana que comunica la ciudad de Elche y la A-7 Autovía del Mediterráneo con la comarca del Medio Vinalopó y la A-31.

## Nomenclatura

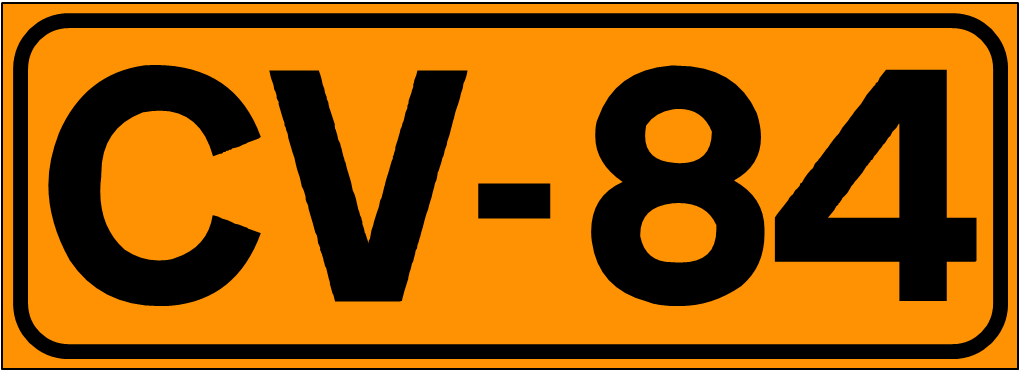
Indicador

La carretera CV-84 pertenece a la red de carreteras de la Generalidad Valenciana. Su nombre viene de la CV (que indica que es una carretera autonómica de la Comunidad Valenciana) y el 84, es el número que recibe dicha carretera, según el orden de nomenclaturas de las carreteras de la Comunidad Valenciana.

## Trazado actual
Comienza en la EL-11 y A-7, a la altura de Elche. Durante su recorrido, atraviesa varias urbanizaciones de la zona, y 7 kilómetros después, enlaza con la CV-863 mediante un cruce a distinto nivel, a partir de este punto empieza el desdoblamiento de la antigua N-325 hasta llegar a Novelda donde la circunvala por el este hasta llegar a la salida 215 de la A-31 .
Existe un radar de velocidad en el kilómetro 4.3 sentido hacia Elche.

### Salidas
| Número de la salida | Nombre de la salida                                                         | Bifurcación   |
| ------------------- | --------------------------------------------------------------------------- | ------------- |
|                     | Elche Ronda Oeste - CV-86 Aeropuerto - A-78 Crevillente - CV-865 Santa Pola | EL-11         |
| 0                   | Orihuela - Murcia - Torrevieja - Cartagena                                  | E-15 A-7 AP-7 |
|                     | Camino de los Magros - Butano                                               |               |
|                     | Partida de San Pascual                                                      |               |
|                     | Urbanización Carrús                                                         |               |
|                     | Montesol                                                                    |               |
|                     | Urbanización Nuevo Montesol                                                 |               |
| 5                   | Polígono industrial Tres Hermanas I                                         |               |
|                     | Polígono industrial Tres Hermanas II                                        |               |
| 7                   | Aspe (Sur) - Crevillente - CV-845 Hondón de las Nieves - CV-846 La Romana   | CV-863        |
|                     | Aspe (Norte) - CV-825 Monforte del Cid                                      |               |
|                     | Polígono industrial                                                         |               |
|                     | -                                                                           |               |
|                     | Novelda - CV-840 La Romana - CV-835 Monóvar                                 |               |
|                     | Novelda - Agost - A-31 Alicante                                             | CV-820        |
|                     | Elda-Petrel - Albacete - Madrid                                             | A-31          |

## Actuaciones sobre la CV-84

### Actuaciones realizadas
No se han realizados actuaciones en esta carretera últimamente

### Futuras actuaciones
- En un futuro, se prolongará la carretera CV-84 una vez transferida la N-325 a la Generalidad Valenciana.